# Балдаев, Филипп Ильич
Фили́пп Ильи́ч Балда́ев (1909, улус Бурят-Янгуты, Иркутская губерния — 1982, Улан-Удэ) — советский художник (иллюстратор, карикатурист, живописец), этнограф (искусствовед и фольклорист), детский писатель, поэт, журналист. Заслуженный деятель искусств Бурятской АССР.

## Биография
Родился в семье дархана — мастера бурятского прикладного искусства. В 1929 году был направлен Наркомпросом БМ АССР на учёбу в Иркутское художественное училище, которое окончил в 1932 году. Обучался у И. Л. Копылова. По окончании училища начинает много работать в живописи, плакате, книжной графике.
Ещё во время учёбы в Иркутске он начинает журналистскую деятельность, сотрудничает в газетах «Восточно-Сибирская правда», «Восточно-Сибирский комсомолец», в последующие годы становится членом Союза журналистов СССР. Его репортажи печатались в газете «Буряад унэн», журнале «Байкал» и часто сопровождались рисунками. В качестве карикатуриста, под псевдонимом «Фиб», боролся с социальными пороками, такими, как пьянство, лень и ханжество.
В 1933 году он стал одним из организаторов Союза художников Бурятии.
Ранние полотна посвящены сюжетам из сельской жизни: «Вступление в колхоз», «Знатный сноповязальщик Тапхаев» и др. В 1940 году на I Декаде бурятского искусства в Москве Ф. И. Балдаев был представлен картиной «Шоно-Батор» по мотивам одноимённого бурятского эпоса. Во второй половине 1940-х годов он создал значительные живописные произведения: «Портрет Героя Советского Союза Тулаева Жамбыл Ешеевича» (1945), «Портрет лимбиста Б. Н. Дугарова» (1949).
С 1948 года работал научным сотрудником в штате Республиканского художественного музея им. Ц. Сампилова, в дальнейшем стал его директором.
Ф. И. Балдаев неоднократно совершал экспедиции по районам Бурятии, собирая фольклор бурятского народа, делая зарисовки орнаментов с предметов народного быта. Собранные им материалы вошли в альбом «Бурятский народный орнамент», изданный в 1972 году (Ф. И. Балдаев был одним из его составителей).
По эскизам Ф. И. Балдаева мастерами Д. Бадмаевым, Г. Ленхабоевым, Д. Логиновой выполнялись изделия декоративно-прикладного искусства. Многие из них хранятся в коллекции Художественного музея им. Ц. Сампилова (вазы «Бурятия», «Хула», бурятский нож и др.)
Иллюстрировал произведения писателей и поэтов Бурятии (Д. Мадасона, А. Шадаева, Х. Намсараева и других), бурятские сказки, эпос «Гэсэр».
В 1960-е годы Ф. И. Балдаев начинает печататься как детский писатель. Им написано и проиллюстрировано несколько детских книжек, изданных в Улан-Удэ: «Медведь и мудрый муравей», «Ласточка Баира», «Гахан Гаханай гахай» и др.

## Награды и звания
- Заслуженный деятель искусств Бурятской АССР (1957)
- медаль «За трудовое отличие» (24 декабря 1959)
- другие медали
- Почётные грамоты Президиума Верховного Совета Бурятской АССР

### Рассказы и сказки
- Балдаев Ф. И. Чистый родник = Арюун булаг : [сборник] / [отв. за вып. В. Ф. Балдаева, худож. Ф. И. Балдаев, Р. Д. Санжиев]. Улан-Удэ : Изд-во БГУ, 2008. — 252 с. : ил. ; 21 см. — Текст: рус; бурят. — Библиогр.: с.247 . (Буряад зохеолнууд: рассказууд, онтохонууд, таабаринууд, баснинууд, шүлэгүүд. Величавые Саяны: бурятские сказки. О мастере пера и кисти)
- Балдаев Ф. Живопись. Графика: каталог / М-во культуры Респ. Бурятия, Гос. учреждение культуры «Респ. худож. музей им. Ц.Сампилова»; [сост.: С. Ф. Очирова]. — Улан-Удэ : Домино, 2009.
- Балдаев Ф. И. Ленивый медведь и мудрый муравей: Бурятские сказки для детей младшего школьного возраста. Рисунки автора. Улан-Удэ, Бурятское книжное издательство, 1963.
- Балдаев, Ф. Сэсэн Энхэ: улигер; «Загаhаша баабгай», «Тэхэ хуса хоер», «Хара шудхэр» и др.: сказки; «Yрхэ сэбэрлэгшэ», «Аюулта аяншалга»: рассказы // Морин хуур. — 2009. — № 2. — С. 181—186. 187—191, 196—206
- Балдаев Ф. Борбилоо ноен: Сказка // Байгал. — 1969. — N 6. — С. 143. — С. 1969
- Балдаев Ф. «Содномой зуудэн», «Баярай хараасгайнууд»: Рассказы // Байгал. — 1967. — N 2. — С. 182—187. — С. 1967

### Публицистика
- Балдаев Ф. Ахын Шарлай: знатный человек Окинского района Шарлай Аюшеев // Буряад Унэн. Духэриг. — 2006. — 30 нояб. — С.20. — С. 2006
- Балдаев Ф. Хугжэлтын зам дээрэ: о развитии бурятской литературы // Байгалай толон. — 1958. — № 5. — С. 144—152.